# Вуді Великий Лук
Вудро Вілсон, «Вуді» Біг Боу (Woody Big Bow, 29 січня 1915 — 10 липня 1988) - художник, підрядник і будівельник з племені Кайова. Він малював у плоскому стилі, часто зображуючи людей Кайова та життя корінного населення, а також природні пейзажі. Біг Боу виставляв свої роботи в Сполучених Штатах і Європі та працював у публічних колекціях кількох установ, включаючи Музей Гілкріза, Музей мистецтв Філбрука, Музей мистецтв Вічіти та Смітсонівський національний музей американських індіанців.
Біг Боу народився в Карнегі, штат Оклахома, і був правнуком вождя племені Кайова, на ім'я Біг Боу (Зепко-Ете). Він виріс на землях своєї родини в резервації Кайова-Команчі-Апачі. У 1939 році він закінчив Університет Оклахоми, де навчався у шведського художника Оскара Якобсона.
Деякий час Біг Боу працював художником-декоратором для вестернів. Він також створив фрески для інтер'єру будівлі RCA у Нью-Йорку та Південно-Західного музею американських індіанців у Лос-Анджелесі.

Знаки розрізнення 45-го піхотного полку, розроблені Вуді Біг Боу

У 1939 році його проект був обраний як офіційний нарукавний знак розрізнення 45-ї піхотної дивізії США зі штаб-квартирою в Оклахома-Сіті. Ілюстрація Big Bow зображує жовту грозову птицю на червоному ромбі.
Біг Боу помер у 1988 році в Бетані, штат Оклахома. Похований на кладовищі Форт-Кобб.